# فرانز جون
فرانز أدولف لويس جون (بالألمانية: Franz Adolf Louis John) (ولد في 28 سبتمبر 1872 بمدينة بريتسفالك، وتوفي في 17 نوفمبر 1952 في برلين.) هو مصور ألماني راحل، كان واحداً من المبادرين لتأسيس نادي بايرن ميونيخ في عام 1900.
وهو وأول رئيس للنادي في الفترة ما بين عام 1900 إلى 1903.

## روابط خارجية
- فرانز جون على موقع عالم كرة القدم.نت (الإنجليزية)

- - سيرة فرانز جون نسخة محفوظة 23 نوفمبر 2007 على موقع واي باك مشين.